# شورشی‌ها (فیلم ۱۹۷۰)
شورشی‌ها (انگلیسی: The Rebel Rousers) یک فیلم در ژانر درام به کارگردانی مارتین بی. کوهن است که در سال ۱۹۷۰ منتشر شد.

## بازیگران
- کامرون میچل در نقش پل کایر
- بروس درن
- جک نیکلسون
- داین لد
- هری دین استنتون
- فیلیپ کری